# Stanzertalstraße
De Stanzertalstraße (L68) is een 9,39 kilometer lange Landesstraße (lokale weg) in het district Landeck in de Oostenrijkse deelstaat Tirol. De straat begint bij de overgang van de Arlberg Ersatzstraße (B316) in de Arlberg Schnellstraße (S16). De weg loopt vervolgens door het Stanzertal, waaraan de weg zijn naam dankt. Vlak na Vadiesen (gemeente Pettneu am Arlberg) gaat de Stanzertalstraße over in de Arlbergstraße (B197)., Het beheer van de straat valt onder de Straßenmeisterei Landeck/Zams.
In de deelstaatswet van 8 februari 2006 is het straatverloop van de Stanzertalstraße officieel beschreven als Flirsch/Pardöll (B 171 Tiroler Straße) – Pettneu am Arlberg – Sankt Anton am Arlberg/Sankt Jakob am Arlberg (B 197 Arlbergstraße). Bijzonder daarbij is dat de weg in zijn geheel niet aansluit op de Tiroler Straße (B171), maar op de Arlberg Ersatzstraße. De deelstaat Tirol heeft het officiële straatverloop van de Tiroler Straße echter beschreven als Staatsgrenze bei Kufstein – Wörgl – Rattenberg – Schwaz – Hall in Tirol – Innsbruck – Telfs – Landeck – Flirsch/Pardöll (L 68 Stanzertalstraße) en rekent de Arlberg Ersatzstraße derhalve tot de Tiroler Straße.